# Struma (hajó)

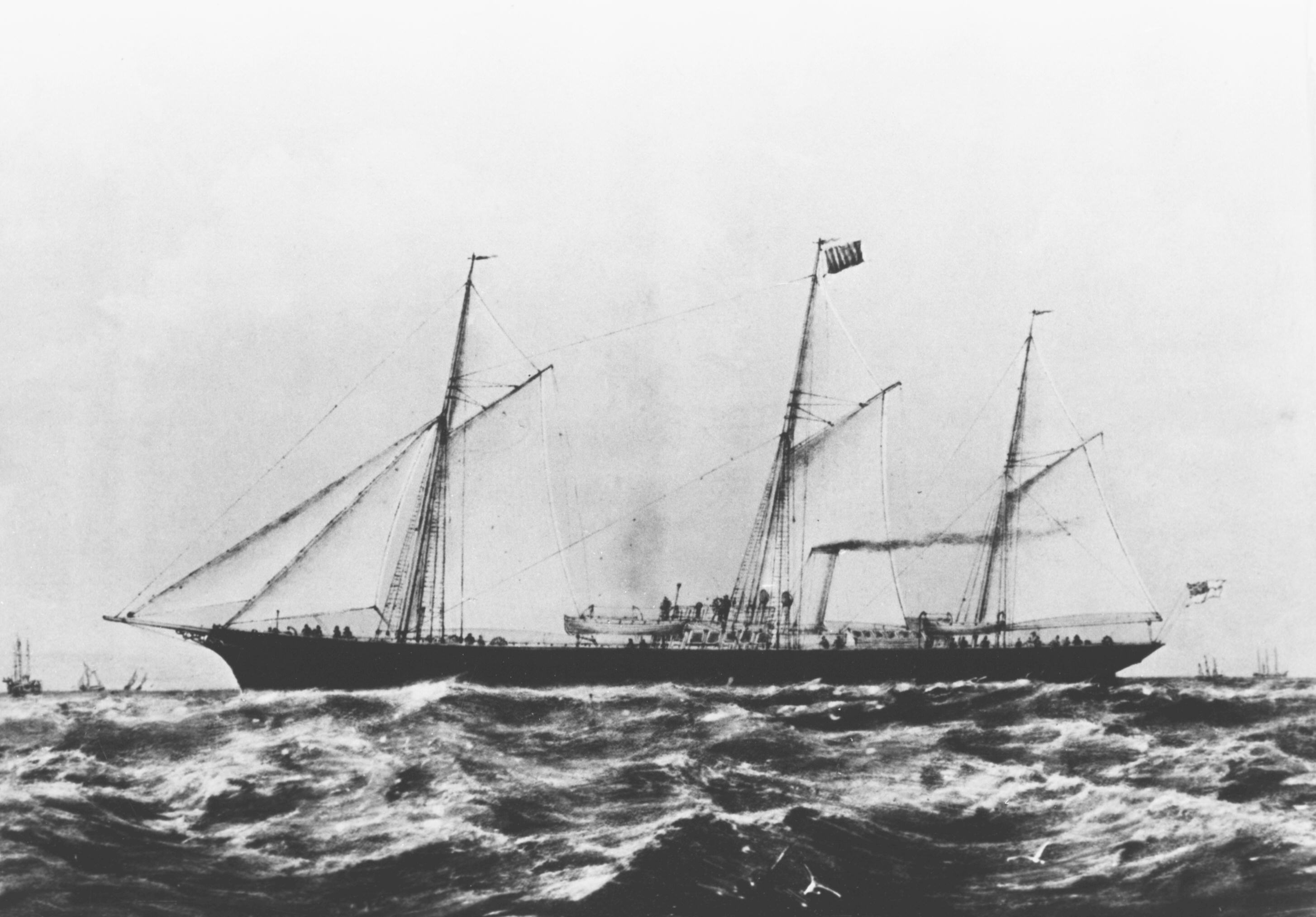
A brit Xantha 1890 körül, melyet később Struma névre kereszteltek

Struma volt a neve annak a hajónak, mely 1941 decemberében zsidó menekülteket szállított volna Romániából az akkor brit fennhatóság alatt álló Palesztinába. A brit kormány tiltakozása miatt (a hiányzó vízum miatt nem akarták a menekülteket Palesztinába engedni) a hajó nem hagyta el a Fekete-tengert. Végül a hajót a szovjet Щ-213 nevű tengeralattjáró torpedója süllyesztette el 1942. február 24-én. Egy túlélő kivételével minden utasa meghalt.
A Struma a bolgár Sztruma folyóról kapta a nevét és panamai felségjellel volt ellátva. Román cionista csoportok (főleg a Betar) a román kormány tudtával szervezték az utazást és zsidó menekülteket próbáltak Romániából illegális bevándorlóként az akkor brit Palesztinába menekíteni. Az utazásért elkért pénz messze nem állt arányban a hajó és felszerelése színvonalával.

## Története
A Struma 1941. december 12-én hagyta el Konstanca kikötőjét kb. 800 utassal. A motorok szinte azonnal az utazás megkezdése után elromlottak és újra és újra leálltak. Három nap múlva a hajó kikötött Isztambulban. A következő hetekben titkos tárgyalások kezdődtek a török és a brit kormány között a menekültek sorsáról. A britek nem akarták a menekülteket vízum hiányában Palesztinába beengedni, a török kormány pedig nem engedte őket partra szállni, mert attól tartottak, hogy az országban maradnak. A hajó utasainak ellátása és a higiéniai körülmények a tárgyalások alatt napról napra rosszabbodtak. 20 utas végül kivételes engedéllyel partra szállhatott, aminek következtében 1942 februárjában a hajónak már csak 769 utasa volt. Miközben a kormányok éppen a hajón tartózkodó 11-16 éves gyerekek továbbutazásáról tárgyaltak, a török hatóságok a Strumát a Fekete-tenger nyílt vizeire vontatták. Habár a motort Isztambulban hetekig javították, a beindítás a tengeren nem sikerült. A következő napon, 1942. február 24-én a Щ-213 nevű szovjet tengeralattjáró torpedója telibe találta a hajót és elsüllyesztette azt. Az utasok közül csak egy 19-éves utas élte túl az esetet, David Stollar, akinek egy roncsdarabra felkapaszkodva a jéghideg vízben sikerült életben maradnia a mentőcsapatok másnapi megérkezéséig.
2004 júliusában egy török búvárcsapat talált egy hajóroncsot a szerencsétlenség helyén, de a Struma beazonosítása végül nem sikerült. 2004. szeptember 3-án megemlékezés volt az esemény helyén, amelyen az áldozatok hozzátartozóin kívül zsidó szervezetek, Nagy-Britannia, az Egyesült Államok és Izrael követei vettek részt.

## Külső hivatkozások
- https://web.archive.org/web/20070928070813/http://www.struma.org/
- https://web.archive.org/web/20070420002022/http://www.jewishgen.org/romsig/New/Strumah.html